# 上海白俄 (書籍)
上海白俄（俄语：Русские в Шанхае）是弗拉基米尔·日加诺夫主編的一本講述生活在上海的上海白俄故事的書籍，這部書籍中有不少照片。作者弗拉基米尔·日加诺夫於1925年移居中國。上海白俄這本書籍創作於1931年至1936年期間。作者在編寫這本書時一共探訪了2000多位人物，其中四分之一的人作者至少拜訪了3、4次，不過由於一些受訪者不太信任作者，所以他們沒有提供多少真實信息。這本書的題詞來自於费多尔·夏里亚宾的詩句。1936年4月，這本書正式出版，位於蘇聯的一家印刷廠一共印刷了300本。